# Langley Burrell
Langley Burrell – wieś w Anglii, w hrabstwie Wiltshire. Leży 50 km na północny zachód od miasta Salisbury i 137 km na zachód od Londynu.